# トノン＝レ＝バン
トノン＝レ＝バン （Thonon-les-Bains）は、フランス、オーヴェルニュ＝ローヌ＝アルプ地域圏、オート＝サヴォワ県の都市。

## 地理
トノン＝レ＝バンはレマン湖南岸に位置し、アルプス山脈の北西部を構成するシャブレー山地の北にある。ジュネーヴの東約35km、リヨンの北東約150kmにある。サヴォワの歴史的な地域区分であるフランス側シャブレー地方の首都とみなされている。

## 由来

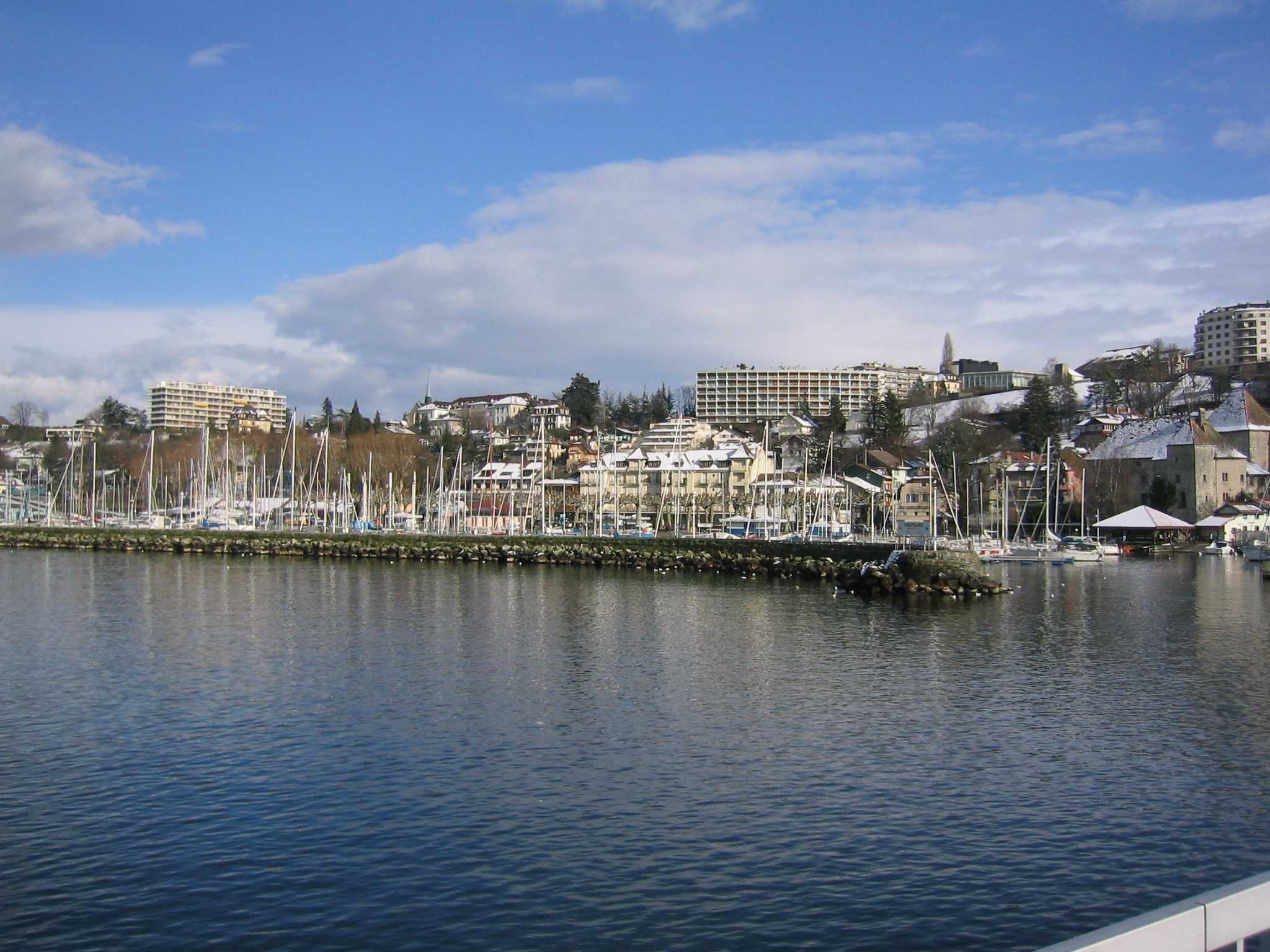
湖に面したリヴ港

ガリア時代に現在のトノン＝レ＝バンの土地を占有していたのはアロブロゲス族（fr）であった。thononとは、ケルト神話の神テウタテスに捧げた専用の信仰の場所があったことに触れていると思われる。
ガリア人が住んでいたことを証明する他の説として、『要塞化された土地』を意味するDunonから派生したとする。当時のthononは『水を見下ろす丘』を意味した。1804年に正式にコミューン名に付け加えられた接尾辞のレ＝バンとは、町にスパがあることを表している。

## 歴史
現在の場所にトノン＝レ＝バンが建設されたのは、少なくともガロ＝ローマ時代とされる。伝説によると、都市を建設したのは、シュヴァルツヴァルトでローマ人虐殺を行ったゲルマン族だとされる。
中世最盛期の1270年に初めて名が記された。サヴォワ貴族アランジュ伯爵が14世紀以前にこの一帯を支配し軍の本部を置いていた。
13世紀半ばからブルジョワ階級の存在が記録され、13世紀終わりには取り囲む城壁のそばに村が生まれた。1266年、サヴォワ伯ピエール2世が、町にフランスの自治体特権を授けた。1343年まで、サヴォワの歴代伯爵たちとドーフィネのヴィエノワ伯との間の抗争が続いた。その後トノンはサヴォワ伯お気に入りの居住地となり、多くの地元民や外国人をひきつけた。もともとは要塞や刑務所とされていた城は、略奪を受けて1410年に再建された。14世紀に立てられたリペユ城は、狩猟用の別荘というよりも美しい庭園や贅を尽くした居室のある住居としての城であった。
サヴォワの裁判所に勤める官僚は、城のそばに大邸宅を建てた。1433年、サヴォワ伯アメデーオ3世は城壁に近接したヴィーニュ・ド・ヴァヨンの郡を獲得した。この場所には、地元ブルジョワの有力者が移り住んだ。コミューン施設で修繕されたものには、製粉所、焼き窯、集会所、上水道がある。
15世紀末までトノンは裁判所があった。異端審問や魔女裁判で示される民衆抗議がさらに人気を集めた。1475年から残酷な迫害が始まると、ジュネーヴへ逃亡する者もいた。
1536年から1564年、トノンはベルンに支配されていた。1564年10月のローザンヌ条約で、ベルン共和国はトノンの代官区をサヴォワ公へ引き渡した。1569年のトノン条約により、エヴィアンやガヴォ郡がサヴォワ公領へ復帰した。

## 行事
クレート市は16世紀に始まり2010年で533回目を迎えた。かつては重要な、家畜を育てる農民と商人の市だった。現在もこの市のためシャブレー地方やスイスから人々がやってくる。

## スポーツ
- エヴィアン・トノン・ガイヤールFC - プロサッカークラブ

## 姉妹都市
- エーバーバッハ、ドイツ
- マーサーアイランド、アメリカ合衆国